# Pseudogaurax oecetiphagus
Pseudogaurax oecetiphagus är en tvåvingeart som först beskrevs av Blanchard 1941.  Pseudogaurax oecetiphagus ingår i släktet Pseudogaurax och familjen fritflugor. Inga underarter finns listade i Catalogue of Life.